# غران غالا ديل كالتشيو
غران غالا ديل كالتشيو (بالإيطالية: Gran Galà del calcio AIC)‏ هو حدث ينظمه اتحاد لاعبي كرة القدم الإيطاليين من أجل منح جوائز للاعبين والمدربين والحكام الذين تم اعتبارهم قدموا أفضل أداء خلال موسم الدوري الإيطالي الدرجة الأولى السابق. يتم اختيار الفائزين بالجوائز من قبل لاعبي الدوري. حل الحفل محل أوسكار ديل كالتشيو في عام 2011، والذي كان يُنظّم منذ منذ عام 1997.

## قائمة الجوائز

### الحالية
- تشكيلة العام في الدوري الإيطالي
- جائزة لاعب العام في الدوري الإيطالي
- مدرب العام في الدوري الإيطالي
- أفضل لاعب في الدوري الإيطالي الدرجة الثانية
- حارس العام في الدوري الإيطالي
- جائزة أفضل حكم في الدوري الإيطالي
- نادي العام في الدوري الإيطالي
- أفضل لاعبة في الدوري الإيطالي

### توقفت
- جائزة لاعب العام الإيطالي
- أفضل لاعب أجنبي في الدوري الإيطالي
- أفضل لاعب شاب في الدوري الإيطالي
- مدافع العام في الدوري الإيطالي

### جوائز خاصة
تم منح الجوائز التالية في نسخة واحدة أو عدة نسخ فقط.

#### جائزة النقاد
| العام | الحكم        |
| ----- | ------------ |
| 2011  | فابيو كابيلو |

#### جائزة الإنجاز مدى الحياة
| العام | اللاعب                            |
| ----- | --------------------------------- |
| 2011  | أليساندرو دل بييرو فابيو كانافارو |
| 2012  | فيليبو إنزاغي                     |

#### جائزة الولاء
| العام | البلد     | اللاعب        | النادي     |
| ----- | --------- | ------------- | ---------- |
| 2012  | الأرجنتين | خافيير زانيتي | إنتر ميلان |

#### أفضل نادي في الدوري
| العام | النادي     |
| ----- | ---------- |
| 1997  | يوفنتوس    |
| 1998  | يوفنتوس    |
| 1999  | لاتسيو     |
| 2009  | إنتر ميلان |

#### أفضل لاعب شاب في الدوري الإيطالي
| العام | البلد              | اللاعب                      | النادي         |
| ----- | ------------------ | --------------------------- | -------------- |
| 2012  | إيطاليا · كولومبيا | ستيفان الشعراوي لويس مورييل | ميلان أودينيزي |

#### جائزة اللعب النظيف في الدوري الإيطالي
| العام | البلد   | اللاعب            | النادي    |
| ----- | ------- | ----------------- | --------- |
| 2007  | إيطاليا | فيورنتينا         | فيورنتينا |
| 2008  | إيطاليا | فرانكو برينزا     | ريجينا    |
| 2009  | إيطاليا | جوسيب بيلون       | أسكولي    |
| 2010  | إيطاليا | أنتونيو دي ناتالي | أودينيزي  |

#### جائزة الجماهير في الدوري الإيطالي
| العام | البلد      | اللاعب         | النادي         |
| ----- | ---------- | -------------- | -------------- |
| 2010  | الأوروغواي | إدينسون كافاني | باليرمو نابولي |

#### هدف العام في الدوري الإيطالي
| العام | اللاعب              | النادي     | المباراة                              |
| ----- | ------------------- | ---------- | ------------------------------------- |
| 2004  | أندري شيفتشينكو     | ميلان      | روما – ميلان (6 يناير 2004)           |
| 2005  | فرانشيسكو توتي      | روما       | إنتر ميلان – روما (26 أكتوبر 2005)    |
| 2006  | فرانشيسكو توتي      | روما       | سامبدوريا – روما (26 نوفمبر 2006)     |
| 2007  | ريكاردو زامباجنا    | أتالانتا   | فيورنتينا – أتالانتا (16 سبتمبر 2007) |
| 2008  | زلاتان إبراهيموفيتش | إنتر ميلان | إنتر ميلان – بولونيا (4 أكتوبر 2008)  |
| 2009  | فابيو كوالياريلا    | أودينيزي   | نابولي – أودينيزي (31 يناير 2009)     |
| 2010  | مايكون              | إنتر ميلان | إنتر ميلان – يوفنتوس (16 أبريل 2010)  |
| 2018  | ماورو إيكاردي       | إنتر ميلان | سامبدوريا – إنتر ميلان (18 مارس 2018) |
| 2019  | فابيو كوالياريلا    | سامبدوريا  | سامبدوريا – نابولي (2 سبتمبر 2018)    |

#### هداف العام في الدوري الإيطالي
| العام | البلد     | اللاعب             | النادي     |
| ----- | --------- | ------------------ | ---------- |
| 2006  | إيطاليا   | لوكا توني          | فيورنتينا  |
| 2007  | إيطاليا   | فرانشيسكو توتي     | روما       |
| 2008  | إيطاليا   | أليساندرو دل بييرو | يوفنتوس    |
| 2009  | الأرجنتين | دييغو ميليتو       | إنتر ميلان |
| 2010  | إيطاليا   | أنتونيو دي ناتالي  | أودينيزي   |

#### أكثر لاعب محبوب في الدوري الإيطالي
| العام | البلد      | اللاعب              | النادي     |
| ----- | ---------- | ------------------- | ---------- |
| 2001  | إيطاليا    | أليساندرو دل بييرو  | يوفنتوس    |
| 2002  | إيطاليا    | روبرتو باجو         | بريشيا     |
| 2005  | السويد     | زلاتان إبراهيموفيتش | يوفنتوس    |
| 2006  | إيطاليا    | جانلويجي بوفون      | يوفنتوس    |
| 2007  | إيطاليا    | جانلويجي بوفون      | يوفنتوس    |
| 2008  | إيطاليا    | أليساندرو دل بييرو  | يوفنتوس    |
| 2009  | الأرجنتين  | دييغو ميليتو        | إنتر ميلان |
| 2010  | الأوروغواي | إدينسون كافاني      | نابولي     |

#### لاعب القرن في الدوري الإيطالي
| العام | البلد   | اللاعب        | النادي |
| ----- | ------- | ------------- | ------ |
| 2000  | إيطاليا | فرانكو باريزي | ميلان  |

## وصلات خارجية
- باللغة الإيطالية Official website
- باللغة الإيطالية List of Oscar del Calcio winners on the AIC official website
- باللغة الإيطالية List of Gran Galà del Calcio winners on the AIC official website